# 坂本和彦
坂本 和彦（さかもと かずひこ、1953年 - ）は日本のオペラ指揮者。
東京音楽大学で三石精一に師事。チューリッヒでオペラの研修でネロ・サンテイやフェルデイナント・ライトナーらのアシスタント。尚美学園講師を経て東京音楽大学指揮科講師。ドイツ物や邦人オペラ等で多くのキャリアを積む。
天皇陛下即位20周年セレモニーでは指揮を務めた。
| スタブアイコン | サブスタブ | この項目は、まだ閲覧者の調べものの参照としては役立たない、クラシック音楽に関連した書きかけの項目です。この項目を加筆・訂正などしてくださる協力者を求めています（P:クラシック音楽/PJ:クラシック音楽）。 |

| スタブアイコン | サブスタブ | この項目は、まだ閲覧者の調べものの参照としては役立たない、音楽関係者（バンド等）に関連した書きかけの項目です。この項目を加筆・訂正などしてくださる協力者を求めています（P:音楽/PJ:芸能人）。 |